# Virginia Pérez-Ratton
Virginia Pérez-Ratton với bút danh là Virginia Pérez Johnston (1950–2010). Bà là một nghệ sĩ, sử gia nghệ thuật, nhà phê bình nghệ thuật và người phụ trách người Costa Rica. Bà dành một phần lớn cuộc đời mình cho việc quảng bá nghệ thuật thị giác và sự phát triển của các nghệ sĩ ở Trung Mỹ và Vùng Caribe.

## Tiểu sử
Virginia Pérez Johnstonsinh ngày 16 tháng 9 năm 1950 tại San José, Costa Rica.
Pérez-Ratton lấy bằng đại học về văn học Pháp tại Đại học Costa Rica. Bà đã nhận được nghiên cứu nghệ thuật đầu tiên của mình tại Pháp từ Grace Blanco (vẽ), Lola Fernández (vẽ tranh) và Juan Luis Rodríguez (khắc). Bà tiếp tục nghiên cứu về Khắc ở École nationale supérieure des arts décoratifs tại Paris, và sau đó tiếp tục nghiên cứu lĩnh vực tại Strasbourg.
Từ năm 1994, Pérez-Ratton là giám đốc Museum of Contemporary Art and Design ở San José. Bà đã tổ chức một loạt các cuộc triển lãm của các nghệ sĩ trong khu vực và kích thích nhiều sáng kiến nghệ thuật. Một trong số đó, là nền tảng của bà vào năm 1999 của trung tâm nghệ thuật TEOR / éTica, với mục tiêu quảng bá nghệ thuật đương đại từ khu vực. Bà đã tổ chức một số hội nghị và triển lãm quốc tế.
Năm 2002, bà được vinh danh với Giải Prince Claus từ Hà Lan. Ban giám khảo đã mô tả bà là một nhà phát minh lại Trung Mỹ. Theo ban giám khảo, bà "quản lý để tập hợp các địa hình nghệ thuật khác nhau của vùng bị phân mảnh và cô lập này. Với sự kiên trì rất lớn, bà đã giới thiệu môi trường nghệ thuật trong và từ Trung Mỹ với nhau và cho phần còn lại của thế giới."
Năm 2009, bà nhận Magón National Prize for Culture của Costa Rican Ministry of Culture and Youth. Giải thưởng Magón là giải thưởng văn hóa cao nhất do Nhà nước Costa Rica cấp.
Những năm cuối đời, Pérez-Ratton vật lộn với bệnh ung thư. Căn bệnh này trở nên nguy hiểm, bà qua đời tại nhà bà ở Concepción de Tres Ríos, Cartago, Costa Rica vào ngày 6 tháng 10 năm 2010.

## Thư much
- 1996: Mesótica II: Centroamérica, Re-Generación, với Rolando Castellón, ISBN 978-9968-9824-1-2
- 1998: Centroamérica Y El Caribe: Una Historia En Blanco Y Negro
- 2000: Costa Rica En La VII Bienal De La Habana: Cuba, vớih Alessandro Tosatti ISBN 9968899046
- 2001: Bienal Internacional de Pintura, với Adrián Arguedas, Emilia Villegas em Joaquín Rodriguez del Paso, ISBN 9968997633
- 2002: Priscilla Monge: Armas Equívocas, với Priscilla Monge
- 2003: Héctor Burke: Un Desaparecido, với Héctor Burke, ISBN 9968899100
- 2003: Liliana Porter: Una "Puesta En Imágenes, với Liliana Porter, ISBN 9968899119
- 2004: Iconofagia, với Tamara Díaz
- 2005: Enfoques A Distancia Sobre La Producción De Cultura En La Situación Contemporánea, với Nikos Papastergiadis en Carlos Capelán, ISBN 978-9968899192
- 2006: Estrecho Dudoso, với Tamara Díaz, ISBN 9789968899222
- 2007: Rolando Castellón, với Rolando Castellón, Rolando Castellón en Tamara Díaz, ISBN 978-9968899239
- 2009: Lida Abdul, với Lida Abdul, Els van der Plas en Nikos Papastergiadis, ISBN 978-8877572233